# Ménil-la-Horgne
Ménil-la-Horgne è un comune francese di 152 abitanti situato nel dipartimento della Mosa nella regione del Grand Est.

## Società

### Evoluzione demografica
Abitanti censiti